# Сирищник (анатомия)
 Тази статия е за органа.  За селото вижте Сирищник.  
Сирищник (на латински: abomasum) се нарича четвъртото и последното предстомашие на многокамерния стомах при преживните животни. Отделя ензима сирище (химозин), който се използва при правене на сирена.
Намира се в средата на корема. Сирището разгражда пептидите.
Сирищникът се използва за производство на лампредото – национално флорентинско ястие.